# Wachenheim an der Weinstraße
Wachenheim an der Weinstraße település Németországban, Rajna-vidék-Pfalz tartományban. Lakosainak száma 4535 fő (2023. december 31.).

## Népesség
A település népességének változása:
| Lakosok száma | 3619 | 4680 | 4709 | 4644 | 4527 | 4561 | 4535 |
|               | 1975 | 2010 | 2017 | 2019 | 2021 | 2022 | 2023 |